# María Natividad Bermejo Arrieta
María Natividad Bermejo Arrieta (Logroño, 1961) es una artista contemporánea española, docente e investigadora de la Universidad de Vigo.

## Biografía
Nació en Logroño en 1961, se licenció en Bellas Artes en la Universidad Complutense de Madrid e hizo el doctorado en la Universidad de Salamanca, donde fue becaria de investigación del CESIC. De 1991 a 1993 fue profesora en el Departamento de Dibujo de la Facultad de Bellas Artes de la Universidad Complutense de Madrid. Desde 1997 es profesora titular de Universidad del área de conocimiento de «Escultura», del Departamento de Expresión Artística de la Universidad de Vigo, en el campus de Pontevedra, trabajo que combina con la creación artística.

## Estilo artístico
Es considerada pionera en otorgar al dibujo el papel principal de su producción desde sus primeras exposiciones. Sus trabajos de gran formato, realizados con grafito, pastel negro y/o gouache sobre papel son de una extrema calidad. Su obra es sensorial y una invitación a experimentar con la vista, pero al mismo tiempo una sutil obligación a reflexionar como resultado de contemplar sus obras.

## Obra
Ha realizado numerosas exposiciones y su obra se ha podido ver tanto en España como por diversos puntos de Europa: Dinamarca, Portugal, Alemania, Francia. Su obra ha sido expuesta en C.A.B. de Burgos, MUSAC de León; Museo ABC del Dibujo, Madrid; European Central Bank, Frankfurt, Alemania; Instituto Cervantes de Berlín, Nueva York, Pekín, Sala Alcalá 31. Madrid; Sala Amós Salvador. Logroño; MNBA». Buenos Aires, Argentina; Centro José Guerrero de Granada. Galería Estrany de la Mota; Galería Egam Madrid; Galería Rafael Ortiz. Sevilla.
Su obra está en colecciones como ARTIUM Vitoria; MUSAC de León; CAB, Centro de arte Caja de Burgos; Museo MARUGAME-HIRAI, Marugame, Japón; Colección Cultural Rioja, Ayuntamiento de Logroño; Fundación Caja Madrid; Museo Nacional Centro de Arte Reina Sofía de Madrid, Museo de Arte Contemporáneo Helga de Alvear, Cáceres; Colección Circa XX Pilar Citoler, Diputación de Zaragoza; Colección Banesto; Colección Banco de España; Colección Arco IFEMA Madrid; colección Martínez Guerricabeitia, Diputación de Valencia, Colección CAL-CALGÖ, Barcelona. Colección Accenture.

## Premios y reconocimientos
- 1987-1990 Beca CESIC.[10]
- 1991 Beca Banesto.[10]
- 2014 Premio Miradas de Mujeres en La Rioja 2014, que reconoce su labor en las artes plásticas y su trayectoria profesional, que incluye también la investigación y la docencia.[11]